# Lampides zachaeina
Lampides zachaeina är en fjärilsart som beskrevs av Butler och Druce 1872. Lampides zachaeina ingår i släktet Lampides och familjen juvelvingar. Inga underarter finns listade i Catalogue of Life.